# Tropico de sangre
Trópico de Sangre é um filme dramático-biográfico de 2010 baseado na história verídica das irmãs Mirabal, assassinadas em 25 de novembro de 1960. O filme foi dirigido por Juan Deláncer e teve a participação especial de Dede Mirabal, a única das irmãs que não foi morta.

## Sinopse
Drama baseado em factos reais, durante a ditadura de Rafael Trujillo, na República Dominicana. Conta a verdadeira história de Minerva Mirabal e de sua irmãs, que representaram a maior ameaça para o ditador e o seu regime.

## Elenco
| Ator/Atriz         | Personagem               |
| ------------------ | ------------------------ |
| Michelle Rodriguez | Minerva Mirabal          |
| Juan Fernández     | Rafael Leónidas Trujillo |
| César Évora        | Antonio de la Maza       |
| Claudette Lali     | Emilia Bencosme          |
| Sergio Carlo       | Manolo Tavárez Justo     |
| Sharlene Taulé     | María Teresa Mirabal     |
| Liche Ariza        | Tomas Ovando             |
| Celinés Toribio    | Dedé Mirabal             |
| Luchy Estévez      | Patria Mirabal           |
| Héctor Then        | Padre Luis Peña González |